# Phil Dowd
Philip Dowd (Staffordshire, 26 gennaio 1963) è un ex arbitro di calcio inglese.

## Carriera
Ha iniziato ad arbitrare nei campionati locali nel 1984, nella Staffordshire Senior Football League e nella Midland Football Alliance. È stato nominato assistente della Football League nel 1992, prima di diventare arbitro a tutti gli effetti nel 1997, a trentaquattro anni.
È stato promosso in Premier League nel 2001, perciò il campionato 2008-2009 è la sua ottava stagione nella massima divisione inglese. Ha iniziato relativamente tardi la carriera e questo gli ha impedito di diventare un arbitro internazionale della FIFA.
Dowd è stato il quarto uomo nella finale di FA Cup 2005-2006, al Millennium Stadium di Cardiff.
È stato fortemente criticato da Paul Jewell, all'epoca allenatore del Wigan Athletic, e dal proprietario del club, Dave Whelan, successivamente alla sua performance nella sfida tra i Latics e l'Arsenal, disputata all'Emirates Stadium l'11 febbraio 2007. Dowd ha negato al Wigan un calcio di rigore, mentre conducevano per uno a zero, successivamente ad un intervento di Mathieu Flamini su Emile Heskey. In seguito, il Wigan stava giocando in dieci, poiché Josip Skoko si trovava fuori dal campo per farsi medicare, in seguito ad uno scontro. Dopo essersi ripreso, Dowd ha negato il permesso a Skoko di rientrare in campo, mentre i Gunners stavano attaccando. Nel frattempo, Flamini ha ricevuto palla in posizione di fuorigioco e ha crossato in area. Fitz Hall, difensore del Wigan, ha impattato male la palla e l'ha spedita nella propria porta, regalando il gol della vittoria all'Arsenal.
Dunque, Jewell ha criticato duramente Dowd, dicendo che i suoi errori sarebbero potuti costare cinquanta milioni di sterline al Wigan, se la squadra fosse retrocessa. Ha poi dichiarato ai giornalisti di credere che Dowd fosse il peggior arbitro della Premier League.
Jewell è stato quindi richiamato dalla FA, che lo ha interrogato il 22 marzo 2007. Una settimana dopo, Jewell ha negato di aver avuto una condotta impropria, riferendosi ai commenti sull'operato di Dowd riportati dai media. Alla fine, Jewell non è stato punito, poiché non è stato possibile dimostrare che avesse effettivamente pronunciato quelle parole su Dowd.
Contemporaneamente alla vicenda di Paul Jewell, Dowd non ha più arbitrato in Premier League, in quella stagione. La sua ultima gara in campionato è stata quella tra Preston North End e Norwich City, giocata il 20 febbraio 2007. Nonostante questo, è stato inserito tra gli arbitri per il campionato seguente.
Il 19 agosto 2007, è stato il quarto uomo nel pareggio per uno a uno tra Liverpool e Chelsea, nella sfida in cui i Blues beneficiarono di un rigore alquanto dubbio concesso dall'arbitro Rob Styles. Successivamente, nel match, Michael Essien è stato ammonito due volte, ma non è stato espulso dal campo. Comunque, Dowd ha poi spiegato che il primo cartellino giallo era diretto a John Terry e non a Essien.
Nel 2010 è protagonista della finale di Football League Cup (nota anche come Carling Cup, o Coppa di Lega) tra Aston Villa e Manchester United.
Il 7 agosto 2011 arbitra la finale del Community Shield (la Supercoppa d'Inghilterra) tra Manchester United e Manchester City

## Statistiche
| Stagione  | Partite | Totale ammonizioni | Ammonizioni per gara | Totale espulsioni | Espulsioni per gara |
| --------- | ------- | ------------------ | -------------------- | ----------------- | ------------------- |
| 1998-1999 | 32      | 125                | 3.91                 | 3                 | 0.09                |
| 1999-2000 | 33      | 85                 | 2.58                 | 4                 | 0.12                |
| 2000-2001 | 33      | 120                | 3.64                 | 10                | 0.30                |
| 2001-2002 | 29      | 109                | 3.76                 | 13                | 0.45                |
| 2002-2003 | 38      | 130                | 3.42                 | 8                 | 0.21                |
| 2003-2004 | 28      | 104                | 3.71                 | 6                 | 0.21                |
| 2004-2005 | 36      | 115                | 3.19                 | 7                 | 0.19                |
| 2005-2006 | 46      | 183                | 3.98                 | 8                 | 0.17                |
| 2006-2007 | 33      | 99                 | 3.00                 | 3                 | 0.09                |
| 2007-2008 | 41      | 113                | 2.75                 | 10                | 0.24                |

Statistiche non disponibili per le stagioni precedenti al 1998-1999.